# Benita Mattsson-Eklund
Benita Marianne Mattsson-Eklund, född 1 juni 1947 i Pargas, död 26 februari 2024 i Mariehamn, är en finländsk journalist och författare.  
Mattsson-Eklund avlade humanistisk kandidatexamen 1980. Efter att ha varit lärare på Åland 1974–1981 blev hon kulturredaktör och ledarskribent vid Ålandstidningen 1982. Hon räknas som en av landskapets främsta publicister och har som sådan ständigt försvarat humanistiska värden. Hon har skrivit romanen Kedjans hämnd (1986), med motiv från 1500-talets Kökar, det omfattande populärhistoriska verket Alla tiders Åland: Från istid till EU-inträde (2000) och Alla tiders viloplatser (2003), som skildrar vandringar på åländska kyrkogårdar. Hon har även skrivit förenings- och företagshistoriker.